# Winkler (Manitoba)
Winkler é uma cidade do Canadá, província de Manitoba. Sua população é de 10.670 mil pessoas (2011), a maioria, descendentes de alemães.